# Stade Saint-François-d'Assise
Le stade Saint-François-d'Assise (en italien : Stadio San Francesco d'Assisi), surnommé Le Chenil (en italien : Il Canile) auparavant connu sous le nom de Stade communal de Nocera Inferiore (en italien : Stadio Comunale di Nocera Inferiore), est un stade omnisports italien, principalement utilisé pour le football, situé dans la ville de Nocera Inferiore, en Campanie.
Le stade, doté de 7 632 places et inauguré en 1973, sert d'enceinte à domicile à l'équipe de football du Nocerina 1910, ainsi qu'à l'équipe d'athlétisme du Polisportiva Folgore.
Il porte le nom de François d'Assise (car il est situé près d'une église portant son nom), un religieux catholique italien du XIIIe siècle, diacre et fondateur de l'ordre des Frères mineurs.

## Histoire
Les travaux du stade débutent en 1970 (les joueurs du Cagliari Calcio champions d'Italie 1970 furent invités pour la cérémonie de pose de la première pierre), pour s'achever trois ans plus tard.
Il est rénové en 1978 à l'occasion de la promotion de l'ASD Nocerina en Serie B. Le stade est alors l'un des plus petits de la seconde division italienne.
Le record d'affluence au stade est de 15 000 spectateurs lors d'une victoire 1-0 des locaux de l'ASD Nocerina contre le Genoa le 25 mars 1979.
De nouvelles rénovations ont lieu en 1986 (où une piste d'athlétisme en tartan est ajoutée, remplaçant celle en cendré).
De la lumière est ajoutée en 2000.
Les dernières rénovations en du stade datent de 2006.

## Événements
- 1992 : Visite du pape Jean-Paul II

## Galerie

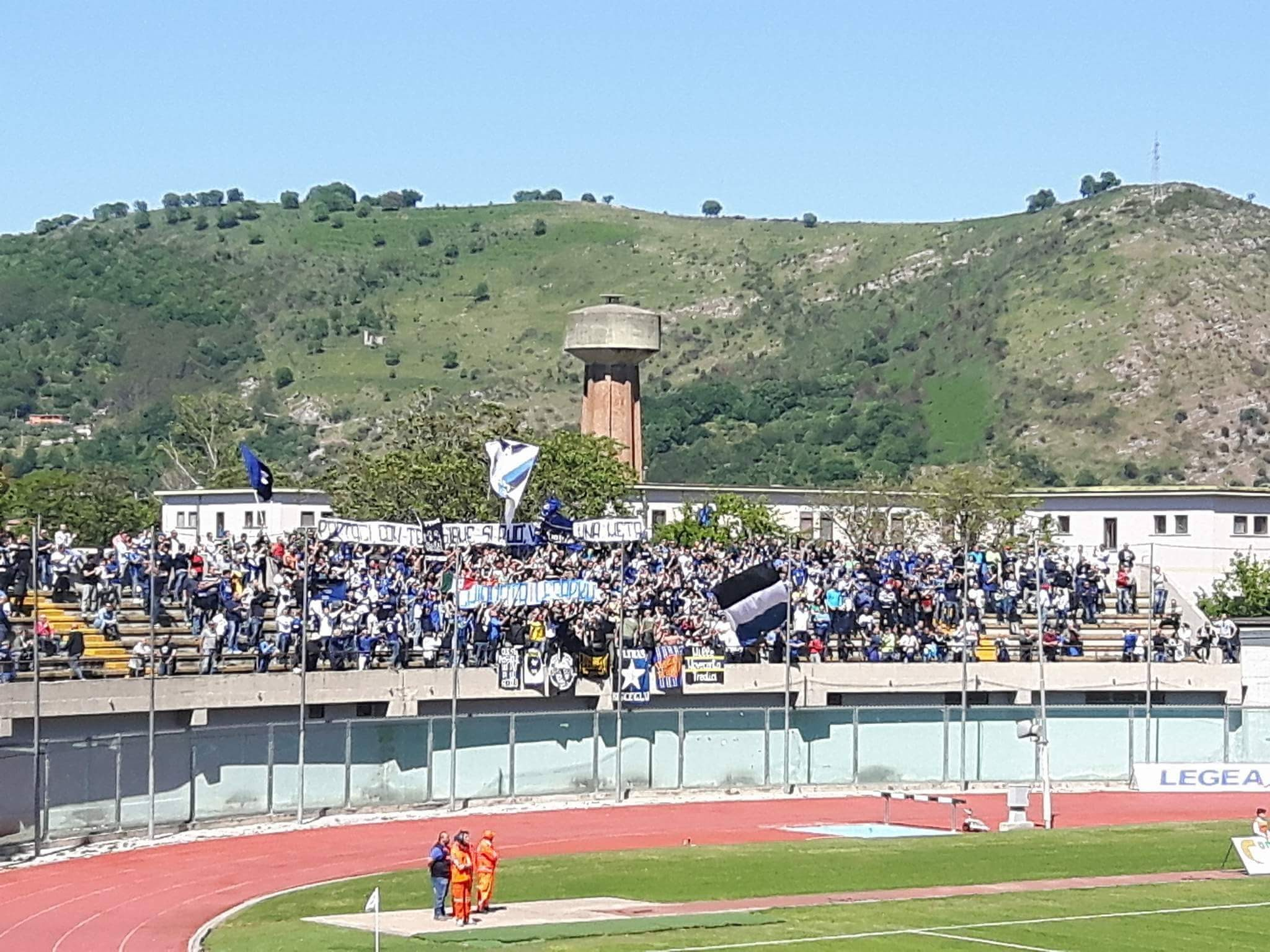
Vue du terrain depuis la tribune n°1
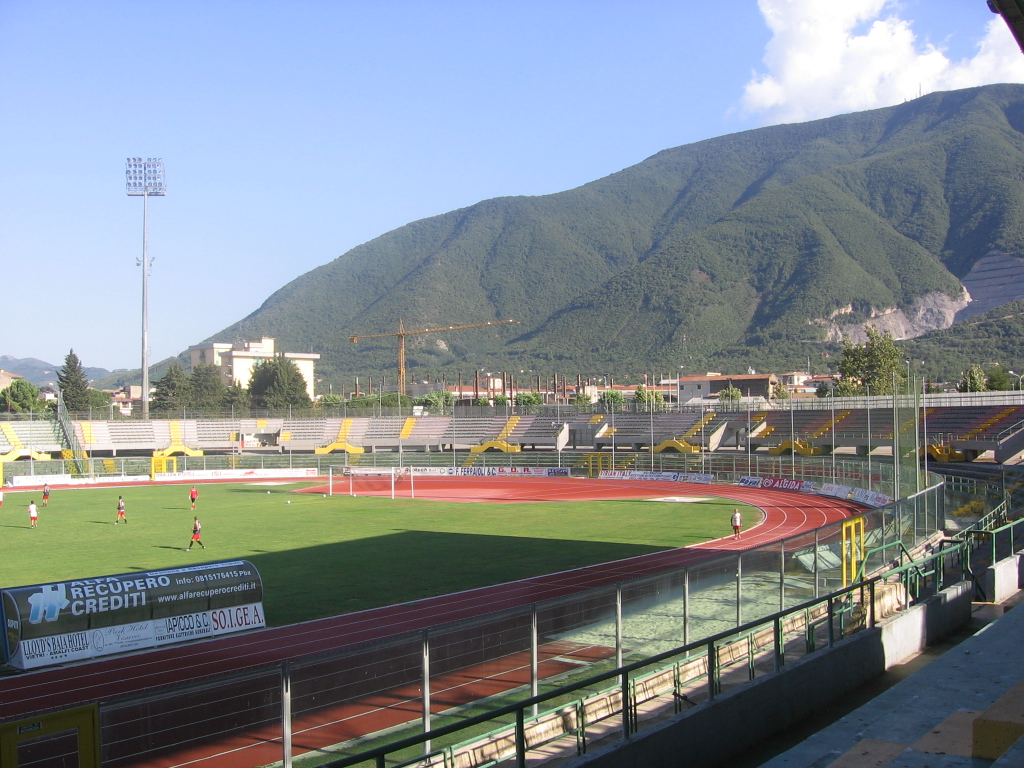
Vue du terrain depuis la tribune n°2
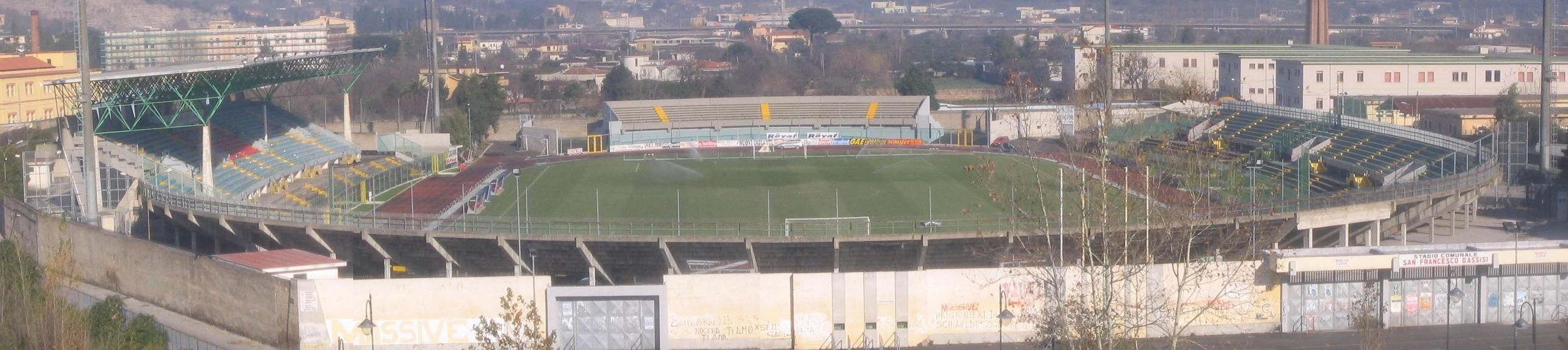
Vue d'ensemble du stade